# Préfecture autonome yi de Chuxiong
La préfecture autonome yi de Chuxiong (chinois : 楚雄彝族自治州 ; pinyin : Chǔxióng yízú Zìzhìzhōu) est une subdivision administrative de la province du Yunnan en Chine. Son chef-lieu est la ville de Chuxiong.

## Économie
En 2004, le PIB total a été de 16,2 milliards de yuans, et le PIB par habitant de 6 351 yuans.

## Subdivisions administratives
La préfecture autonome yi de Chuxiong exerce sa juridiction sur dix subdivisions - une ville-district et neuf xian :
- la ville de Chuxiong - 楚雄市 Chǔxióng Shì ;
- le xian de Shuangbai - 双柏县 Shuāngbǎi Xiàn ;
- le xian de Mouding - 牟定县 Móudìng Xiàn ;
- le xian de Nanhua - 南华县 Nánhuá Xiàn ;
- le xian de Yao'an - 姚安县 Yáo'ān Xiàn ;
- le xian de Dayao - 大姚县 Dàyáo Xiàn ;
- le xian de Yongren - 永仁县 Yǒngrén Xiàn ;
- le xian de Yuanmou - 元谋县 Yuánmóu Xiàn ;
- le xian de Wuding - 武定县 Wǔdìng Xiàn ;
- le xian de Lufeng - 禄丰县 Lùfēng Xiàn.